# Meringopus vancouverensis
Meringopus vancouverensis är en stekelart som först beskrevs av Alan John Harrington 1894.  Meringopus vancouverensis ingår i släktet Meringopus och familjen brokparasitsteklar. Inga underarter finns listade i Catalogue of Life.